# Slowdive
Slowdive — британская группа из города Рединг, образованная в 1989 году и исполняющая шугейз, по звучанию близкий к дрим-попу, позже эмбиенту.

## История группы

### Образование и первые работы: 1989—1991
Группа была образована школьными товарищами Рейчел Госвелл и Нейлом Халстедом, позже к ним присоединился Ник Чаплин, игравший на басу, и ударник Эдриан Селл, а третьим гитаристом стал Кристиан Сэвилл, который стал единственным человеком, откликнувшимся на объявление, в котором говорилось, что группе требуется гитаристка, Кристиан в письме, отправленном группе, в шутку написал, что готов даже надеть платье, если понадобится. Название группе придумал Ник, взяв его из своего сна, в котором ему приснились слова «slowburn» и «slowdive».
После первого удачно записанного демо группе удалось подписать контракт с лейблом Creation Records. После некоторых трудностей группу покидает барабанщик Эдриан Селл, и на поиски нового уходит полгода.
В ноябре 1990-го выходит мини-альбом Slowdive, который по сути являл собой их оригинальное демо, так как запись из дорогой студии их разочаровала. Запись вызвала хорошую реакцию у критиков, и в феврале и июне 1991 года выходят следующие два мини-альбома: Morningrise и Holding Our Breath. Второй достигает 51-й строчки британского альбомного чарта, а сингл Catch the Breeze возглавляет инди-чарт.

### Just For A Day: 1991—1992
Британская пресса начинает причислять группу к направлелению шугейзинг, и летом 1991-го она участвует в турне вместе с другими шугейз-группами.
Дебютный альбом Just For A Day создается за 6 недель фактически из ничего и вызывает неоднозначную реакцию критиков, но попадает в десятку британского инди-чарта.
Осенью группа отправилась в турне по Великобритании, а также дала в США серию концертов вместе с группой Blur.

### Souvlaki: 1992—1994
Находясь в турне по США, группа начинает сочинять материал для нового альбома, но негативное освещение их музыки в прессе мешает творческому процессу. Записываются и перезаписываются около сорока песен. Группа опасается, что этот материал будет воспринят так же, как предыдущий. Их опасения сбываются, когда глава Creation Records отвергает материал, назвав его «дерьмом». Всё было начато заново. Огромную поддержку в создании альбома оказал Брайан Ино, с которым вместе были записаны две песни «Sing» и «Here She Comes», вошедшие в альбом.
Представители лейбла хотели, чтобы группа придала альбому более коммерческое звучание, и в конце концов Халстед соглашается, но внезапно покидает группу в конце 1992-го, оставляя товарищей одних в студии. Попытки сочинить песни без Халстеда не увенчались успехом, но через некоторое время он вернулся с новым материалом.
В мае 1993-го выходит второй альбом группы — Souvlaki. Он выходит вместе с EP Outside Your Room и так же, как и прошлый альбом, вызывает мало положительных отзывов у критиков. Ещё хуже то, что срывается запланированное турне по США, так как американский лейбл Slowdive SBK Records заявляет, что сможет выпустить Souvlaki только через 8 месяцев. Поэтому группе приходится выпустить EP «5» и отправиться в тур по Европе с Cranes. В этом EP группа отходит от традиционного звучания в сторону техно и электронной музыки, и барабанщик Саймон Скотт, думая что его смогут заменить на драм-машину, решает покинуть группу в феврале 1994-го. В это время группа проводит два небольших тура по США на вырученные от продажи концертных записей деньги.

### Pygmalion и распад: 1994—1995
На место Саймона Скотта приходит барабанщик Йен Маккатчен. В последнем альбоме группы стиль музыки меняется и становится более минималистским, в духе эмбиента. Однако этот стиль малопопулярен, все внимание Creation приковано к коммерчески-успешным Oasis, а все внимание слушателей к расцвету брит-попа. Спустя неделю после выхода альбома, названного Pygmalion, группу выгоняют с лейбла, и в скором времени она распадается.

### После распада: 1995 — настоящее
Халстед, Госвелл и Маккатчен, сменив название на Mojave 3, выпускают альбом в стиле кантри, после чего получают контракт от лейбла 4AD, на котором Халстед и Госвелл запишут сольные альбомы.
Саймон Скотт после ухода из группы участвовал в разных проектах, а также выпустил несколько сольных альбомов.
А Сэвилл, в свою очередь, создает дрим-поп-группу Monster Movie, в звучании которой сохраняется часть старого стиля Slowdive.
28 января 2014 года группа объявила о своём воссоединении.
12 января 2017 года группа впервые за 22 года выпустила новую песню. Новый трек называется «Star Roving». 28 марта 2017 года группа анонсировала свой одноимённый четвёртый студийный альбом, выпуску которого предшествовал сингл «Sugar for the Pill».

## Дискография

### Студийные альбомы
- Just for a Day (1991) № 32 в Великобритании[9]
- Souvlaki (1993) № 51 в Великобритании[9]
- Pygmalion (1995)
- Slowdive (2017) № 16 в Великобритании
- Everything Is Alive (2023) № 6 в Великобритании

### Сборники
- Blue Day (1992)
- Catch the Breeze (2004)
- The Shining Breeze (2010)

### Мини-альбомы и синглы
- Slowdive EP (1990)
- Morningrise EP (1991)
- Holding Our Breath EP (1991)
- Catch the Breeze (1991)
- Beach Song / Take Me Down (1992)
- She Calls / Leave Them All Behind (1992)
- Outside Your Room (1993)
- 5 EP (1993)
- 5 EP (In Mind Remixes) (1993)
- Alison (1994)
- Star Roving (2017)
- Sugar for the Pill (2017)